# 示性类
数学中，示性类是将X的主丛与X的上同调类相联系的一种方法。上同调类衡量了丛的“扭曲”程度，表征丛是否有截面；示性类是一种全局拓扑不变量，衡量了局部积结构与全局积结构的偏差。它们是通用于代数拓扑、微分几何与代数几何的几何概念之一。
示性类的概念源于1935年Eduard Stiefel与哈斯勒·惠特尼关于流形上向量场的研究。

## 定义
令G为拓扑群，对拓扑空间X，记{\displaystyle b_{G}(X)}为X上主G丛的同构类集合。这个{\displaystyle b_{G}}是从Top（拓扑空间与连续函数的范畴）到Set（集合与函数的范畴）的反变函子，将映射{\displaystyle f\colon X\to Y}发送到拉回算子{\displaystyle f^{*}\colon b_{G}(Y)\to b_{G}(X)}。
则主G丛的示性类c是{\displaystyle b_{G}}到上同调函子{\displaystyle H^{*}}的自然变换，也被视作到Set的函子。
也就是说，示性类将{\displaystyle b_{G}(X)}中的每个主G丛{\displaystyle P\to X}关联到{\displaystyle H^{*}(X)}中的一个元素{\displaystyle C(P)}，这样，若{\displaystyle f:\ Y\to X}是连续映射，则{\displaystyle c(f^{*}P)=f^{*}c(P)}。左侧是{\displaystyle P\to Y}的拉回类，右侧是P的类在上同调诱导映射下的像。

## 示性数
示性类是上同调群的元素，可从示性类得到整数，称作示性数。重要的示性数有Stiefel–惠特尼数、陈数、庞特里亚金数、欧拉性等等。
给定维度为n的有向流形M，其基本类{\displaystyle [M]\in H_{n}(M)}；G丛有示性类{\displaystyle c_{1},\dots ,c_{k}}，就可以把总度数为n的示性类与基本类的积匹配起来。不同示性数的个数是示性类中度为n的单项式个数，或等价于将n分成{\displaystyle {\mbox{deg}}\,c_{i}}。
形式上，给定{\displaystyle i_{1},\dots ,i_{l}}使{\displaystyle \sum {\mbox{deg}}\,c_{i_{j}}=n}，对应的示性数是：
{\displaystyle c_{i_{1}}\smile c_{i_{2}}\smile \dots \smile c_{i_{l}}([M])}
其中{\displaystyle \smile }表示上同调类的上积。
它们有不同的记法，有的是示性类的积，如{\displaystyle c_{1}^{2}}；{\displaystyle P_{1,1}}表示与{\displaystyle p_{1}^{2}}对应的庞特里亚金数，{\displaystyle \chi }表示欧拉性。
从德拉姆上同调的角度来看，可以取代表示性类的微分形式，取楔积，从而得到顶维形式，然后在流形上积分；这类似于在上同调中取积，并与基本类匹配。
这也适于无向流形，有{\displaystyle \mathbf {Z} /2\mathbf {Z} }向，这时可得{\displaystyle \mathbf {Z} /2\mathbf {Z} }值的示性数，如Stiefel-惠特尼示性数。
示性数解决了有无向的配边问题：当且仅当两流形的示性数相等时，它们（分别有向或无向）是可配边的（cobordant）。

## 动机
示性类是上同调论的现象，是凡反变构造，就像部分射是空间上的一种函数；而要从部分射的存在引出矛盾，我们确实需要方差。事实上，上同调是在同调与同伦论之后发展起来的，而它们都基于到空间的映射的协方差理论；示性类理论在1930年代的萌芽期（阻碍理论的一部分）是寻求同调的“对偶”理论的一个主要原因。基于示性类的曲率不变量方法是华北库库伦、证明一般高斯-博内定理的一个特殊原因。
1950年前后，这一理论被置于较有组织的基础上时（定义被简化为同伦论），当时已知的最基本示性类（Stiefel-惠特尼类、陈类、庞特里亚金类）很明显都是经典线性群及其极大环面结构的反映。此外，陈类本身也不是新东西，它在格拉斯曼流形的舒伯特积分和代数几何意大利学派的研究中都有所反映。另一方面，现在有了一个框架，只要涉及向量丛，就能产生示性类。
当时的主要机制似乎是：给定具有向量丛的空间X，则对相关线性群G，在同伦范畴中有从X到分类空间BG的映射。对同伦论来说，相关信息由紧子群（如G的正交群与酉群）承载。一旦上同调{\displaystyle H^{*}(BG)}计算出来，上同调的反变性质就意味着丛的示性类将定义在同维度的{\displaystyle H^{*}(X)}中。比如说陈类，实际上是在偶数维都有分次成分的示性类。
这仍然是经典的解释，不过在给定的几何理论中，考虑额外的结构总是有益的。1955年以来，随着K-理论和配边论的建立，上同调变得“非同寻常”，实际上只要在各处改换字母H，就能说明示性类是什么。
后来人名发现了流形的叶状结构的示性类，它们（在改进的意义上，对其中一部分允许奇点的叶状结构）在同伦论中有分类空间理论。
在数学与物理学“和解”之后的工作中，西蒙·唐纳森和Dieter Kotschick在瞬子理论中发现了新的示性类。陈省身的研究与观点也十分重要，详见陈-西蒙斯理论。

## 稳定性
用稳定同伦论的语言来说，陈类、Stiefel–惠特尼类、庞特里亚金类是稳定的，而欧拉类不稳定。
具体地说，稳定类是指在添加平凡丛时不发生变化的类：{\displaystyle c(V\oplus 1)=c(V)}。更抽象地说，这意味着在包含{\displaystyle BG(n)\to BG(n+1)}（对应包含{\displaystyle \mathbf {R} ^{n}\to \mathbf {R} ^{n+1}}等）之下，{\displaystyle BG(n)}分类空间中的上同调类从{\displaystyle BG(n+1)}中的上同调类拉回。等价地，所有有限示性类都从{\displaystyle BG}中的稳定类拉回。
欧拉类的情况并非如此，这主要是因为k维丛的欧拉类存在于{\displaystyle H^{k}(X)}（因此从{\displaystyle H^{k}(BO(k))}拉回），所以不能从{\displaystyle H^{k+1}}中的类拉回，因为维数不同。